# Termoelektrarna
Termoelektrarna (kratica: TE) je elektrarna, v kateri se pridobiva električno energijo s sežiganjem fosilnih goriv (premoga, nafte ali zemeljskega plina), kot tudi za izkoriščanje toplotne energije pri cepitvi uranovih jeder (jedrska elektrarna; JE). Razen jedrskega reaktorja in pripadajoče opreme je JE podobna drugim termoelektrarnam. 

## Izkoristek
Termoelektrarna ne more zaradi termodinamčnih zakonov v celoti pretvoriti energije goriva v električno energijo. Moderne termoelektrarne imajo okrog 40% termodinamični izkoristek. Del dovedene energije (okrog 60%) se pojavi kot odpadna toplota in jo morajo iz termoelektrarne odvesti v okolico. Odpadno toploto se lahko uporablja za daljinsko ogrevanje, druge industrijske procese in desalinacijo, vendar je v večini primerov zavržena. Najpreprostejše je odvajanje toplote v reko, jezero ali morje. 
Če to ni možno, mora biti elektrarna opremljena s hladilnim stolpom, ki odvaja toploto v ozračje. 
Toplarna je termoelektrarna, pri kateri se so-proizvedena toplota zajema v koristni obliki in posreduje uporabnikom. Tako povečamo izkoristek na 80-90%. Primer take elektrarne je Termoelektrarna Toplarna Ljubljana in Termoelektrarna Šoštanj, z okrog 170 MW daljinskega ogrevanja.

## Delovanje
Termoelektrarna deluje na principu Rankinovega krožnega cikla. V uparjalniku se voda segreva in uparja, v turbini ekspandira in s tem žene električni generator. Po izstopu iz turbine se para v kondenzatorju kondenzira in ohladi. Potem nadaljuje spet v uparjalnik in cikel se ponovi. Na ta način se generira več kot 60% električne energije na svetu. 
| 1. Hladilni stolp               | 10. Ventil za paro              | 19. Pregrevalnik                          |
| 2. Hladilna črpalka             | 11. Visokotlačna parna turbina  | 20. Prisilni ventilator                   |
| 3. Električni vodi              | 12. Izločevalnik zraka          | 21. Ponovni grelnik                       |
| 4. Transformator                | 13. Grelnik dovedene vode       | 22. Vstopnik zraka                        |
| 5. Električni generator 3-fazni | 14. Tekoči trak za premog       | 23. Ekonomizator                          |
| 6. Nizkotlačna parna turbina    | 15. Dovajalnik premoga          | 24. Grelec zraka                          |
| 7. Črpalka za kondenzirano vodo | 16. Mlin za premog-pulverizator | 25. Elektostatični lovilec prašnih delcev |
| 8. Kondenzator                  | 17. Uparjalnik                  | 26. Ventilator za izpušne pline           |
| 9. Srednjetlačna Parna turbina  | 18. Odstranjevalnik pepela      | 27. Dimnik                                |

## Slovenija
Termoelektrarna Šoštanj ima kapaciteto 779 MW proizvede med 3.500 in 3.800 GWh ter 400 - 450 GWh toplote za daljinsko ogrevanje Šaleške doline. Prispevajo tretjino slovenske elektrike, v času krize tudi polovico. Letno porabijo med 3,4 in 4,2 milijonov ton premoga in okoli 60 milijonov Sm3 zemeljskega plina.

## Onesnaževanje okolja
Termoelektrarne, posebej tiste na premog so veliki, če ne največji onesnaževalci okolja. Termoelektrarna moči 1 GW potrebuje okrog 3-4 milijone premoga (odvisno od vrste premoga) na leto in izpusti 7-8 milijonov ogljikovega dioksida na leto. Poleg tega so velike emisije  žveplovega dioksida, prašnih delcev, dušikovih oksidov ter živega srebra. V nekaterih vrstah premoga z vsebnostjo urana se v dimnih plinih izloči več urana, kot pa ga porabi jedrska elektrarna.
Kitajska generira 67% elektrike s premogom, ZDA pa 30%.

### Okolju škodljive emisije
Termoelektrarne na premog so glavni vzrok za smog, kisli dež in onesnažen zrak. Povprečna termoelektrarna brez razžvepljalnika izpusti 14.000 ton žveplovega dioksida na leto, z razžvepljalniki precej manj, vendar še vedno veliko. 
Dušikovi oksidi povzročajo pojav ozona na tleh, smog, povzročajo dihalne težave na pljučih, poslabšajo astmo in druge probleme. Tipične emisije so 3300 ton na elektrarno.
Prašni delci, partikulati, delci pepela zmanjšujejo vidljivost, lahko povzročijo bronhitis, astmo in prezgodnjo smrt. Percipitatorji (lovilniki) so sposobni uloviti okrog 995 delcev, emisije so približno 500 ton na leto.
Emisije živega srebra so okrog 80 kilogramov na elektrarno, 50 kg svinca, 2 kilograma kadmija, 720 ton ogljikovega monoksida, 220 ton neizgorelih ogljikovodikov.